# 60 Wall Street
60 Wall Street é um arranha-céu com 227 metros (745 ft). Edificado na cidade de Nova Iorque, Estados Unidos, foi concluído em 1989 com 55 andares. Atualmente é a sede do Deutsche Bank nos Estados Unidos.